# Свистягинский сельсовет
Свистягинский сельсовет — упразднённая административно-территориальная единица, существовавшая на территории Московской губернии и Московской области до 1939 года.
Свистягинский сельсовет был образован в первые годы советской власти. По данным 1919 года он входил в состав Чаплыженской волости Бронницкого уезда Московской губернии.
В 1923 году к Свистягинскому с/с был присоединён Мишковский с/с.
По данным 1926 года в состав сельсовета входили деревни Свистягино и Мишково.
В 1929 году Свистягинский с/с был отнесён к Воскресенскому району Коломенского округа Московской области.
17 июля 1939 года Свистягинский с/с был упразднён, а все его территория передана в Степанщинский с/с.